# Marcela Pereira
Marcela Pereira ist eine chilenische Biathletin.
Marcela Pereira startete im August 2010 bei den Biathlon-Südamerikameisterschaften in Portillo und Bariloche. Bei der Meisterschaft, die als Rennserie ausgetragen wurde, wurde Pereira in Portillo ina llen drei Rennen, dem Einzels, im Sprintrennen und im Massenstart Vierte. Bei den Rennen in Argentinien trat sie wie alle Chilenen wegen eines Erdbebens in ihrer Heimat nicht an. In der Gesamtwertung, in die nur drei Rennen eingingen, belegte sie ebenfalls den vierten Platz und verpasste damit um einen Rang eine Medaille.